# Región de Logone Oriental
Logone Oriental es una de las 18 regiones de Chad (Decretos n.º 415/PR/MAT/02 y 419/PR/MAT/02), y su capital es Doba. Se estableció a partir de la antigua prefectura de Logone Oriental.

## Subdivisiones
La región de Logone Oriental está dividida en 4 departamentos:
| Departamento | Capital   | Subprefecturas                                   |
| ------------ | --------- | ------------------------------------------------ |
| Nya          | Bébédjia  | -                                                |
| Nya Pendé    | Goré      | Békan, Donia, Goré, Yamodo                       |
| La Pendé     | Doba      | Béboto, Bodo, Doba, Kara, Madana, Komé           |
| Monts de Lam | Baïbokoum | Baïbokoum, Bessao, Mbaïkoro, Mbitoye, Laramanaye |

## Demografía
La población de la región era de 440.342 habitantes en 1993.
Los grupos étno-lingüísticos principales son los ngambay, quienes representan más del 50 % de la población del territorio. Otros grupos étno-lingüísticos son los gor, los mboum y los goulay.

## Economía
Agricultura de subsistencia, cultivo de algodón y la extracción de petróleo.
- Datos: Q167514
- Multimedia: Logone Oriental / Q167514